# Swami Vishnudevananda
Swami Vishnudevananda, né Kuttan Nair, (31 décembre 1927 - 9 novembre 1993) est un yogi indien disciple de Sivananda. Il est le fondateur des centres et ashrams internationaux de yoga Sivananda Vedanta. Cette organisation est en pleine controverse à la suite des nombreuses révélations d'attouchements sexuels perpétrés par Swami Vishnudevananda (https://www.ledevoir.com/societe/573682/allegations-de-harcelement-sexuel-dans-l-organisation-de-yoga-sivananda). À cela s'ajoutent les nombreuses accusations de travail dissimulé, et pratiques sectaires au sein de l'organisation (https://www.lefigaro.fr/actualite-france/les-inquietantes-derives-du-centre-de-yoga-sivananda-20200713). Swami Vishnudevananda a créé le cours de formation des professeurs de yoga Sivananda ("Teacher Training Course" ou "TTC"), l'un des premiers programmes de formation de professeurs de yoga en Occident. La publication du Grand Livre du yoga (1960) en fait une personnalité célèbre en matière de Hatha et de Raja yoga. Vishnudevananda est également connu pour avoir effectué plusieurs "vols de paix" au-dessus de lieux de conflit, dont le mur de Berlin avant la réunification de l'Allemagne.

## Enfance
Vishnudevananda est né Kuttan Nair au Kerala, dans le sud de l'Inde, le 31 décembre 1927. Sa famille était membre d'une caste Nair.
Au cours de sa courte carrière dans l'armée indienne, il a été inspiré par un pamphlet, Sadhana Tattwa, écrit par Sivananda Saraswati. Il s'est rendu deux fois à Rishikesh pour rencontrer Sivananda. Lors de sa deuxième visite, lui et d'autres personnes attendaient le maître alors que Sivananda montait les escaliers de la rive du Gange jusqu'à l'ashram. Lorsque Vishnudevananda refusa de se prosterner, Sivananda le surprit en se prosternant devant lui. Cette leçon d'humilité fut la première donnée à Vishnudevananda par son gourou.

## Formation

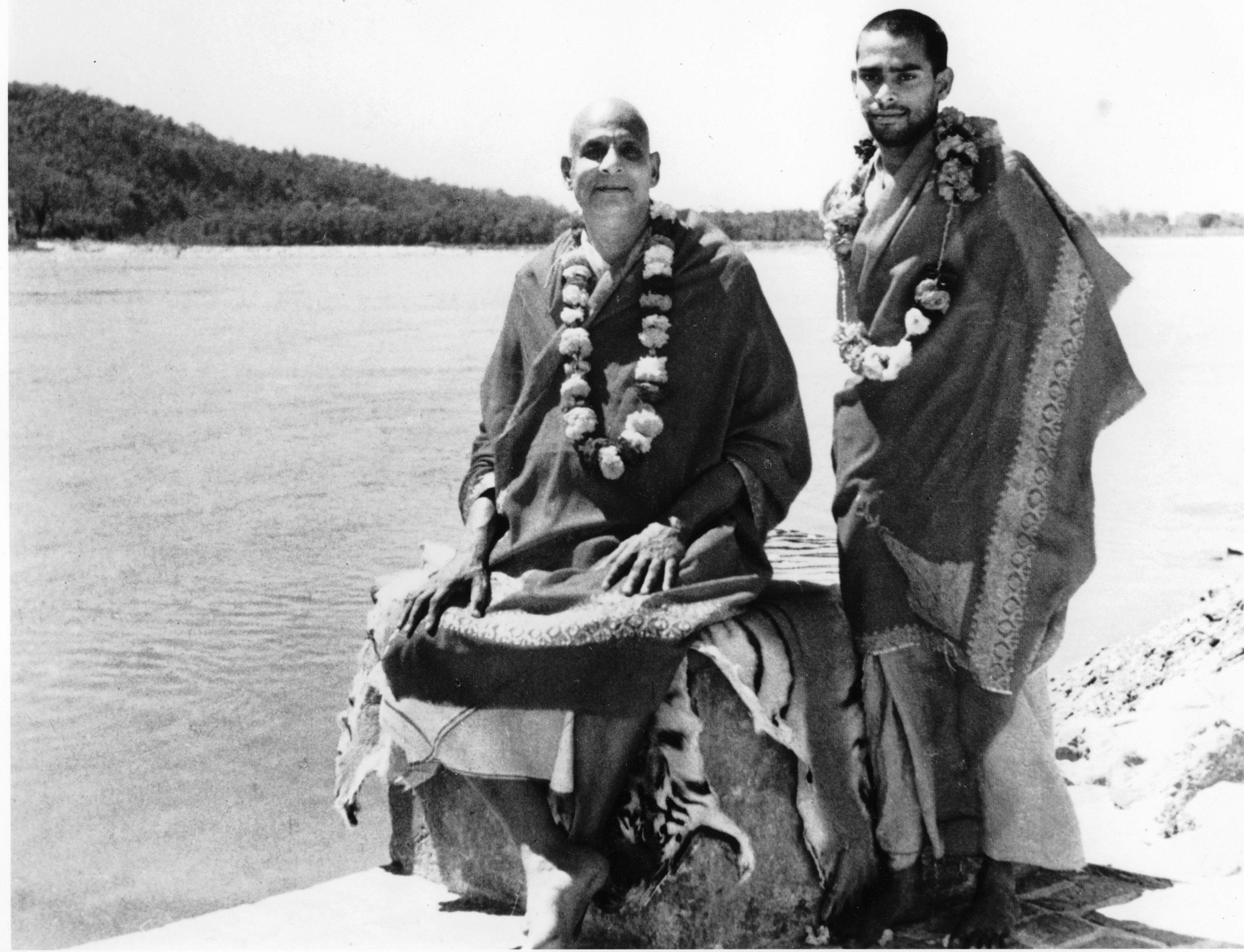
Avec Sivananda (assis sur une peau de tigre) sur les bords du Gange, vers 1950

Vishnudevananda est entré à l'ashram Sivananda de Rishikesh en 1947 à l'âge de vingt ans. Il a pris les vœux de sannyas (moine) en février 1949, et a été nommé premier professeur de hatha yoga à l'Académie Sivananda Yoga Vedanta Forest. À ce titre, il a formé des dizaines d'étudiants indiens et occidentaux. En même temps, il a poursuivi sa propre pratique, maîtrisant des techniques avancées de hatha yoga.
Il racontait, lors de méditations du soir, comment un jour de 1957, Sivananda aurait placé une somme symbolique de 10 roupies (environ 0,15 $ US) dans la paume de sa main et lui aurait demandé de transmettre les anciens enseignements du yoga (Vedanta) à l'Occident. "Les gens attendent", aurait déclaré Sivananda.

## Centres et ashrams
Vishnudevananda a voyagé dans toute l'Amérique du Nord, enseignant le yoga et observant le mode de vie occidental. Il a fondé le premier centre Sivananda de yoga Vedanta à Montréal (Canada), en 1959. Peu après, en 1961, il a donné vie aux premières vacances de yoga à Val Morin, (sur la 8e avenue), qui sont depuis devenues une tradition dans les centres et ashrams de l'organisation.
En février 1962, Vishnudevananda découvre le site du camp de yoga actuel à Val Morin, et choisit pour s'installer la zone de forêt dense près des Laurentides. Le Centre Sivananda de Yoga Vedanta y a été ouvert le 19 septembre 1962 par Marcia Moore, une Américaine formée par Vishnudevananda quelques années auparavant. Depuis, il s'est agrandi et comprend plusieurs temples, une salle de yoga, des pavillons et des bureaux pour les invités, une piscine et un sauna.
En 1967, Vishnudevananda fonde un ashram Sivananda sur Paradise Island aux Bahamas.
En août 1971, la ferme de yoga Sivananda est créée à Grass Valley, en Californie.
En 1974, Vishnudevananda inaugure un quatrième ashram, à Woodbourne, New York, près des montagnes Catskill.
En février 1978, il inaugure l'ashram Dhawanthari à Neyyar Dam, près de Thiruvananthapuram, au pied des montagnes Sahyadri, dans le Kerala.
Un petit ashram himalayen, Sivananda Kutir, est ensuite établi à Netala, juste à l'extérieur de l'Uttar Kashi, sur les rives du Gange. Il devait devenir le site du jala-samadhi (noyade sacrée) de Vishnudevananda.
Aujourd'hui, l'organisation Sivananda fondée par Vishnudevananda compte 11 ashrams et 31 centres dans le monde entier. En outre, elle compte 40 centres affiliés et a formé des milliers d'enseignants de yoga.

## Activisme
Ayant la vision d'un monde en péril, Vishnudevananda se donne pour mission officielle d’œuvrer pour plus de paix. C'est dans cet esprit qu'il justifie la création du cours de formation de professeurs de yoga Sivananda en 1969 ("Teacher Training Course" ou "TTC"). Plus tard, il effectue des vols dits "de paix", médiatisés, au-dessus des points chauds du monde, ce qui lui vaut le nom de "Swami volant".
Le 30 août 1971, Vishnudevananda voyage de Boston jusqu'à l'Irlande du Nord dans son "avion de la paix", un bimoteur Piper Apache peint par l'artiste Peter Max. Son message védantique, "L'homme est libre comme un oiseau", prétend remettre en question les frontières créées par l'homme et les limites construites par le mental. À l'atterrissage, il est rejoint par l'acteur Peter Sellers, et tous deux parcourent les rues de Belfast en chantant une chanson intitulée "Love Thy Neighbor as Thyself" ("Aime ton prochain comme toi-même"). Plus tard cette même année, le 6 octobre, il décolle de Tel-Aviv avec son copilote Bren Jacobson, pour survoler le canal de Suez en zone de guerre. Il est approché par l'armée de l'air israélienne et l'armée de l'air égyptienne, sans finalement être inquiété. Il continue ensuite vers l'est, "bombardant" le Pakistan et l'Inde avec des fleurs et des tracts de paix.
Le 15 septembre 1983, Vishnudevananda survole le mur de Berlin, de Berlin-Ouest à Berlin-Est, dans le cadre d'une mission très médiatisée et dangereuse de "promotion de la paix".
En 1984, Vishnudevananda et ses disciples font le tour de l'Inde dans un bus à deux étages, dans le but d'éveiller le peuple indien à son ancienne tradition de yoga. En février, il tente de servir de médiateur entre les factions hindoues et sikhes à Amritsar, en entrant dans le Temple d'Or pour parler aux dirigeants sikhs qui s'y étaient réfugiés.
Au fil des ans, Vishnudevananda rencontre régulièrement d'autres chefs spirituels et religieux pour promouvoir le dialogue et la compréhension interconfessionnels. Il organise quelques symposiums sur des sujets tels que le yoga et la science, les possibilités de l'esprit, la vie durable et le désarmement nucléaire.
Vishnudevananda meurt le 9 novembre 1993. Son corps est alors placé dans le Gange au Sivananda Kutir, et le rite appelé jalasamadhi (noyade du corps) est pratiqué.

## Héritage
Vishnudevananda a condensé les enseignements du yoga classique en cinq principes : exercice approprié, respiration appropriée, relaxation appropriée, régime alimentaire approprié (végétarien), et méditation et pensée positive. L'organisation Sivananda Yoga Vedanta, fondée par Vishnudevananda, possède des centres et des ashrams dans le monde entier. C'est l'un des plus grands organismes de formation de professeurs de yoga au monde[réf. nécessaire], ayant produit plus de 45 000 diplômés depuis l'inauguration du cours de formation de professeurs de yoga Sivananda en 1969. Sa devise : "La santé est la richesse, la paix du mental est le bonheur, le Yoga montre la voie."

## Controverse
Le 10 décembre 2019, l'ancienne assistante personnelle de Vishnudevananda, Julie Salter (ex-swami Kartikeyananda), publie un témoignage sur Facebook accusant Vishnudevananda d'exploitation et abus sexuels sur elle pendant plus de 3 ans. Elle révèle aussi avoir informé le conseil d'administration des Centres internationaux Sivananda de yoga Vedanta peu avant son départ de l'organisation. À la suite de cette publication, le conseil d'administration de l'organisation exprime d'abord son incrédulité (le 13 décembre 2019), avant, quelques jours plus tard (le 16 décembre 2019), de reconnaître ne pas avoir pris au sérieux le témoignage de Julie Salter en 2007, concernant les abus sexuels commis sur elle par Vishnudevananda. L'organisation promet alors également l'ouverture d'une enquête indépendante, couvrant les allégations de Julie Salter, ainsi que celles de deux autres femmes, Pamela Kyssa et Lucille Campbell, qui témoignent aussi d'abus sexuels de la part de Vishnudevananda. À la suite du message de Salter, Pamela Kyssa accuse Vishnudevananda en particulier de l'avoir violée en 1974.
Pour mener l'enquête indépendante promise à la communauté, l'organisation choisit Marianne Plamondon, du cabinet Langlois à Montréal, en janvier 2020. L'enquête sur Vishnudevananda est finalement suspendue par l'organisation Sivananda en mai 2020, en arguant de la crise du Covid-19. En parallèle, un groupe Facebook de soutien aux victimes, créé en décembre 2019 et rassemblant essentiellement d'anciens bénévoles et professeurs de la communauté Sivananda, finance sa propre enquête indépendante. Menée par l'avocate américaine Carol Merchasin et la psychothérapeute australienne Josna Pankhania, cette enquête entend faire toute la lumière sur toutes les accusations d'abus (en particulier sexuels) au sein de l'organisation Sivananda. Son premier rapport a été publié le 30 juin 2020.